# Ванзант, Пейдж
Пейдж Мишель Ванзант (англ. Paige Michelle VanZant, урож. Слеттен, англ. Sletten, род. 26 марта 1994, Данди, Орегон) — американский боец смешанных единоборств, рестлер, писательница и модель. В настоящее время выступает в All Elite Wrestling, как рестлер, и в Bare Knuckle Fighting Championship, как боксёр.
Выступала в дивизионе наилегчайшего веса Ultimate Fighting Championship. Помимо смешанных единоборств снималась в телевизионных шоу «Танцы со звездами» и Chopped.

## Биография
Родилась в Данди, штат Орегон, и выросла в Дейтоне, штат Орегон. Её родители владели танцевальной студией, и она занималась балетом, джазовым танцем и хип-хопом более 13 лет. Будучи подростком, она снялась в рекламе Bissell.
В старшей школе над ней регулярно издевались. Это началось после того, как в школе начали распространяться слухи о том, что Ванзант имела половую связь с несколькими мальчиками на вечеринке. На самом деле Пейдж подверглась групповому изнасилованию несколькими одноклассниками после того, как они отравили её на вечеринке. Издевательства включали насмешку над её фамилией Слеттен, которую ученики изменили на «Слаттон» (англ. slut — «шлюха»). В конце концов, она официально изменила свою фамилию на Ванзант из-за постоянных издевательств. Однако она отметила этот опыт как одну из причин, по которой ей нравится заниматься боевыми искусствами и иметь возможность защищать себя.

## Карьера в смешанных единоборствах

### Начало карьеры
После того, как Ванзант переехала со своей семьей в Спаркс, штат Невада, она искала танцевальную студию, но наткнулась на спортзал ветерана UFC Кена Шемрока, где начала заниматься боксом и другими боевыми искусствами. После победы в любительском бою в возрасте 18 лет Ванзант дебютировала в профессиональном ММА. 30 июня 2012 года в поединке против Джордан Николь Газы она победила раздельным решением судей. 22 сентября 2012 года она встретилась с Эмбер Штаутценбергер на Premier Fight Series 2 и победила единогласным решением судей.

### Ultimate Fighting Championship (2013—2020)

#### Минимальный весовой дивизион
В декабре 2013 года Ванзант стала одной из 11 объявленных женщин, подписавших контракт с Ultimate Fighting Championship (UFC) в недавно созданном минимальном весовом дивизионе (Strawweight).
В августе 2014 года UFC объявило, что Ванзант сразится с Кайлин Курран 4 октября 2014 года в Галифаксе на турнире UFC Fight Night: Макдональд vs. Саффедин, но Ванзант получила травму спины, и бой был перенесён на UFC Fight Night: Эдгар vs. Свонсон. Ванзант дебютировала в UFC, победив Курран техническим нокаутом в третьем раунде в поединке, который был назван «Боем ночи».
После победы над Курран популярность Ванзант выросла. В феврале 2015 года она подписала спонсорский контракт с Reebok. Некоторые СМИ предположили, что Ванзант получила сделку только из-за её физической привлекательности, так как на тот момент она провела лишь один бой. Президент UFC Дана Уайт ответил, что она получила сделку с Reebok из-за своей индивидуальности.
Ванзант встретилась с Фелис Херриг 18 апреля 2015 года в Ньюарке, штат Нью-Джерси, на турнире UFC on Fox: Мачида vs. Рокхолд. После сложного первого раунда Ванзант в конце концов переиграла Херриг в борьбе, победив единогласным решением судей.
Ванзант встретилась с Алекс Чемберс 5 сентября 2015 года на турнире UFC 191. Контролируя большую часть боя с помощью агрессивных ударов и борьбы, она выиграла болевым приемом на локоть в третьем раунде.
Ванзант подписала новый контракт с UFC 17 сентября 2015 года. Ожидалось, что она встретится с Джоанн Колдервуд 10 декабря 2015 года на турнире UFC Fight Night 80. Однако Колдервуд была снята с боя в октябре и заменена на Роуз Намаюнас. Ванзант проиграла бой после болевого приема в пятом раунде.
После участия в «Танцах со звездами» Ванзант вернулась в клетку, чтобы встретиться с Бек Роулингс 27 августа 2016 года на UFC on Fox: Майя vs. Кондит. Она выиграла бой нокаутом во втором раунде после удара в голову и последующего добивания.
В своем следующем бою Ванзант встретилась с Мишель Уотерсон 17 декабря 2016 года в главном событии турнира UFC on Fox: Ванзант vs. Уотерсон. Пейдж проиграла бой техническим нокаутом из-за удушающего приема в первом раунде.

#### Наилегчайший вес
В августе 2017 года Ванзант перешла в наилегчайший вес и 7 октября должна была встретиться с Джессикой Ай на UFC 216. Тем не менее, 25 сентября она отказалась от боя, сославшись на травму спины и другие травмы, такие как грыжа межпозвоночного диска, инфекция носовых пазух, инфекция двойного уха и стригущий лишай.
Дебют Ванзант в наилегчайшем весе в конечном итоге состоялся в 2018 году, когда она встретилась с Джессикой Роуз-Кларк 14 января 2018 года на турнире UFC Fight Night: Стивенс vs. Хо. После того, как она сломала свою руку во втором раунде при попытке нанести ответный удар, она проиграла бой единогласным решением судей.
После годичного перерыва из-за перелома руки Ванзант встретилась с Рейчел Остович 19 января 2019 года на турнире UFC Fight Night 143: Сехудо vs. Диллашоу. Во втором раунде она выиграла бой болевым приемом на руку.
У Ванзант короткое время планировался бой с Полианой Ботельо 13 апреля 2019 года на турнире UFC 236. Однако через несколько дней после того, как данные о парах просочились, Ванзант объявила, что не будет участвовать в бое из-за перелома правой руки.
Изначально Пейдж сказали, что ей не потребуется операция на руке, и она планировала вернуться к боям в июле. Однако в начале июня она заявила ESPN, что кость на её руке не зажила и ей придется перенести операцию. По прогнозам, она не будет способна бороться около трех месяцев.
Ванзант должна была сразиться с Амандой Рибас 14 марта 2020 года на турнире UFC Fight Night 170: Ли vs. Оливейра. Однако она была вынуждена отказаться от боя из-за повторного перелома правой руки (в третий раз для Пейдж). Она заявила, что травма небольшая и на заживление уйдет всего 6-8 недель. Ванзант попросила перенести бой на месяц, но Рибас отказалась, и получила в противники Рэнду Маркос. Бой с Рибас в итоге состоялся 12 июля 2020 года на UFC 251. Ванзант проиграла бой болевым приемом в первом раунде.

### Bare Knuckle Fighting Championship (2020-н.в.)
12 августа 2020 года Пейдж Ванзант подписала контракт с американским промоушеном боев на голых кулаках Bare Knuckle FC. Ванзант дебютировала в новой лиге 6 февраля 2021 года на турнире BKFC: Knuckle Mania, где в главном бою вечера она встретилась с Британ Харт. Бой продлился все пять раундов по итогам которых победа досталась Харт.
Второй поединок в рамках BKFC Ванзант провела 23 июля 2021 года против бывшего бойца UFC Рэйчел Остович. Бой продлился все 5 раундов, в которых победу единогласным судейским решением забрала Остович.

### Стиль боя
Ванзант обычно агрессивно идет в схватку, а затем пытается закончить бой ударами. Её стиль включает бокс и широкий спектр ударов в клинче. Она часто перемещается к ограждению и использует колени, локти, предплечья, удары руками и броски.
Пейдж известна постоянным давлением, которое она оказывает на противника во время борьбы. Если противник избегает клинча, она обычно пытается сократить дистанцию. Во время боя на расстоянии она обычно атакует высокими ударами ногами и кулаками.
Помимо ударной техники, у Ванзант есть синий пояс по бразильскому джиу-джитсу.

## Карьера в рестлинге

### All Elite Wrestling (2021—н. в.)
15 сентября 2021 года Ванзант совершила свое первое выступление в рестлинге, выступив на шоу All Elite Wrestling (AEW) в программе Dynamite с бойцами из American Top Team. На следующей неделе на шоу Rampage: Grand Slam, Ванзант напала на Криса Джерико. На эпизоде Dynamite 2 февраля 2022 года Дэн Ламберт из American Top Team познакомил Ванзант с Брэнди Роудс, и та напала на неё по его приказу.
4 марта 2022 года основатель AEW Тони Хан написал в Твиттере, что Ванзант подпишет контракт с промоушеном. Ванзант появилась вместе со своим мужем Остином Вандерфордом в зале на эпизоде Dynamite 9 марта. Во время главного события она напала на Тай Конти у ринга, отвлекла Сэмми Гевару и помогла Скорпио Скаю выиграть титул чемпиона TNT. После матча Дэн Ламберт дал Ванзант контракт AEW, и она подписала его на теле Конти. 27 мая был запланирован её дебютный матч в рестлинге. Вместе со Скаем и Пейджем Ванзант назначили матч на PPV «Double or Nothing» против Гевары, Конти и Фрэнки Казариана.

## Личная жизнь
Отец дал ей прозвище «12-й калибр» из-за её любви к стрельбе и охоте.
Она работала моделью для Nike и Columbia Sportswear.
В мае 2018 года Ванзант подтвердила, что недавно ей сделали операцию по увеличению груди.
В сентябре 2018 года Ванзант вышла замуж за Остина Вандерфорда, профессионального бойца ММА. Пара начала встречаться за год до этого, а Вандерфорд сделал предложение Ванзант в январе 2018 года.

## История боев

### Статистика в cмешанных единоборствах
| Боёв 13  | Побед 8 | Поражений 5 |
| -------- | ------- | ----------- |
| Нокаутом | 2       | 0           |
| Сдачей   | 3       | 3           |
| Решением | 3       | 2           |

| Результат | Рекорд | Соперник            | Способ                       | Турнир                                 | Дата             | Раунд | Время | Место                                 | Примечание                |
| --------- | ------ | ------------------- | ---------------------------- | -------------------------------------- | ---------------- | ----- | ----- | ------------------------------------- | ------------------------- |
| Поражение | 8-5    | Аманда Рибас        | Болевой (рычаг локтя)        | UFC 251                                | 12 июля 2020     | 1     | 2:21  | Абу-Даби, Абу-Даби ОАЭ                |                           |
| Победа    | 8-4    | Рейчел Остович      | Болевой (рычаг локтя)        | UFC Fight Night: Сехудо vs. Диллашоу   | 19 января 2019   | 2     | 1:50  | Бруклин, Нью-Йорк, США                |                           |
| Поражение | 7-4    | Джессика-Роуз Кларк | Единогласное решение         | UFC Fight Night: Стивенс vs. Чой       | 14 января 2018   | 3     | 5:00  | Сент-Луис, Миссури, США               | Дебют в наилегчайшем весе |
| Поражение | 7-3    | Мишель Уотерсон     | Болевой (удушение сзади)     | UFC on Fox: ВанЗант vs. Уотерсон       | 17 декабря 2016  | 1     | 3:21  | Сакраменто, Калифорния, США           |                           |
| Победа    | 7-2    | Бэк Ролингс         | ТКО (удары локтями и руками) | UFC on Fox: Майа vs. Кондит            | 27 августа 2016  | 2     | 0:17  | Ванкувер, Британская Колумбия, Канада |                           |
| Поражение | 6-2    | Роуз Намаюнас       | Болевой (удушение сзади)     | UFC Fight Night: Намаюнас vs. ВанЗант  | 10 декабря 2015  | 5     | 2:25  | Лас Вегас, Невада, США                |                           |
| Победа    | 6-1    | Алекс Чемберс       | Болевой (рычаг локтя)        | UFC 191                                | 5 сентября 2015  | 3     | 1:01  | Лас Вегас, Невада, США                |                           |
| Победа    | 5-1    | Фелис Херриг        | Единогласное решение         | UFC on Fox: Мачида vs. Рокхолд         | 18 апреля 2015   | 3     | 5:00  | Ньюарк, Нью-Джерси, США               |                           |
| Победа    | 4-1    | Кайлин Курран       | ТКО (удары)                  | UFC Fight Night: Эдгар vs. Свонсон     | 22 ноября 2014   | 3     | 2:54  | Остин, Техас, США                     |                           |
| Победа    | 3-1    | Кортни Хаймс        | Болевой (удушение сзади)     | BCP: Cage Warriors 15                  | 6 апреля 2013    | 1     | 2:21  | Гранд-Джанкшен, Колорадо, США         |                           |
| Поражение | 2-1    | Тиша Торрес         | Единогласное решение         | Invicta FC 4: Эспарза vs. Хаятт        | 5 января 2013    | 3     | 5:00  | Канзас-Сити, Канзас, США              |                           |
| Победа    | 2-0    | Амбер Стоценберг    | Единогласное решение         | Premier Fight Series 2                 | 22 сентября 2012 | 3     | 5:00  | Форт-Уэрт, Техас, США                 |                           |
| Победа    | 1-0    | Джордан Николь Газа | Раздельное решение           | UWF: Tournament of The Warriors Finale | 30 июня 2012     | 3     | 5:00  | Корпус-Кристи, Техас, США             | Дебют                     |

### Статистика в боксе голыми кулаками
| Боёв 2   | Побед 0 | Поражений 2 |
| -------- | ------- | ----------- |
| Решением | 0       | 2           |

| Результат | Рекорд | Соперник       | Способ               | Турнир            | Дата           | Раунд | Время | Место                | Примечание |
| --------- | ------ | -------------- | -------------------- | ----------------- | -------------- | ----- | ----- | -------------------- | ---------- |
| Поражение | 0-2    | Рейчел Остович | Единогласное решение | BKFC 19           | 23 июля 2021   | 5     | 2:00  | Тампа, Флорида, США  |            |
| Поражение | 0-1    | Британия Харт  | Единогласное решение | BKFC Knucklemania | 5 февраля 2021 | 5     | 2:00  | Майами, Флорида, США |            |